# Diez
Diez település Németországban, Rajna-vidék-Pfalz tartományban. Lakosainak száma 11 388 fő (2023. december 31.).

## Népesség
A település népességének változása:
| Lakosok száma | 9859 | 10 737 | 12 073 | 11 016 | 11 074 | 11 092 | 11 211 | 11 388 |
|               | 1975 | 2010   | 2015   | 2017   | 2019   | 2021   | 2022   | 2023   |